# Аббате, Симона
Симо́на Абба́те (итал. Simona Abbate; 22 августа 1983, Фонди, Италия) — итальянская ватерполистка, участница летних Олимпийских игр 2012 года, чемпионка Европы 2012 года, победительница женской Лиги чемпионов 2011/12, чемпионка Италии 2011/12.

## Спортивная биография
За свою спортивную карьеру Симона Аббате сменила много команд, а наибольших успехов добилась, выступая за клуб «Про Рекко» и выиграв в его составе национальный чемпионат и Лигу чемпионов.
В 2011 году Симона в составе сборной Италии завоевала серебро Мировой лиги, а в мае 2012 года стала чемпионкой Европы
В августе 2012 года Симона Аббате приняла участие в летних Олимпийских играх в Лондоне. Во время чемпионата Аббате провела все матчи и забила 5 мячей, причём ей удалось отличиться в каждом из матчей группового этапа. Тем не менее турнир сложился для итальянок очень плохо. Заняв на предварительном этапе третье место, они в четвертьфинале встретились со спортсменками из США и уступили им со счётом 6:9. Затем итальянки уступили ещё и сборной Китая 10:14, и лишь победа над хозяйками турнира позволила итальянкам занять итоговое 7-е место.

## Клубная карьера
- 2003—2005  Рари Нант Пескара
- 2005—2006  Вольтурно
- 2006—2007  Плебисцито Падова
- 2007—2009  Рома
- 2009—2010  Фиорентина
- 2010—2011  Рапалло
- 2011—2012  Про Рекко
- 2012—2013  Ватерполо Мессина
- 2013—2014  Вольтурно
- 2014—2015  Рапалло
- 2015—2016  Промогест

## Достижения
Клубные
- Чемпионка Италии: 2011/12
- Победительница Кубка чемпионов: 2011/12
- Победительница LEN Trophy: 2007/08, 2010/11
- Победительница Суперкубка LEN: 2011

Сборная
- Чемпионка Европы: 2012
- Серебряная призёрка Мировой лиги: 2011